# الظهرة (فرع العدين)

تعديل مصدري - تعديل

الظهرة محلة تابعة لقرية عراش، التابعة لعزلة الاخماس بمديرية فرع العدين إحدى مديريات محافظة إب في الجمهورية اليمنية، بلغ تعداد سكانها 97 حسب تعداد اليمن لعام 2004.